# Papa Marin al II-lea
Papa Marin al II-lea (n. secolul al IX-lea d.Hr., Roma, Statele Papale – d. mai 946 d.Hr., Roma, Statele Papale) a fost Papă al Romei în perioada 30 Octombrie 942 - Mai 946. Papa Marin al II-lea este adseori condundat cu Papa Martin al III-lea.
Papa Marin al II-lea a fost ales și a funcționat sub influența lui Alberic al II-lea.